# Batalla de Épila (1808)
Batalla de Épila de 1808 de la Guerra de la Independencia Española.

## Antecedentes y situación social
Esta convulsa fecha de 1808 es una clara marca de la historia de España y Europa. Esta fecha marca el declive del imperio de Napoleón como muchos historiadores remarcan. Al abrir un duro conflicto de guerrillas y técnicas de guerra psicológica para ambas partes. Pues la crudeza de las torturas y represalias a los cautivos de ambos bandos tanto civiles por la parte española, en su mayoría, como militar en la francesa, hizo temible su crudeza como guerra limando la psique del poderoso ejército francés. Reflejo y cronista de esta crudeza fue nuestro universal Goya que como testigo directo de este conflicto dejó grabados y lienzos de una dureza a un en la actualidad, Y festividades en pueblos que arrojaban desde el campanario franceses durante la guerra, animales posteriormente y muñecos en la actualidad.
Conociendo como encabezado este dato del tipo de conflicto que en España se practicó. El caso de Épila no fue distinto a esta corriente de conflicto. Después del trago del pueblo español de ser traicionado por sus reyes en el pacto de Bayona. Donde la familia real abdico en favor del hermano de Napoleón Don José Bonaparte. Esta nueva corriente de pensamiento y regímenes de gobiernos que prevalecía la ciencia frente las creencias de fe. Motivo un recelo entre los poderes del viejo régimen que a la postre eran los que más tenían que perder con esta temida corriente reformista venida de la Francia revolucionaria.
Este recelo latente y choques de forma de dirigir al pueblo, sumado al poco tacto que desde las guarniciones francesas tenían con el populacho español, ocasionó roces y conflictos continuos entre el nuevo Rey y la Aristocracia más rancia e Iglesia.
Así lo sucedido el 2 de mayo de 1808 en Madrid con el levantamiento de la ciudad y las trifulcas callejeras contra las tropas francesas tomadas como invasoras. Sirvió como detonante para que esta facción de la aristocracia e iglesia espoleara a la sublevación total del país con la propagación de la noticia del comportamiento represivo y salvaje de las tropas contra el pueblo de Madrid.

### Sucesos y llegada de las noticias a Zaragoza y provincia
Llegadas las noticias del levantamiento del pueblo madrileño a Zaragoza con diferentes versiones del porque y del final, además de la confusión y sorpresa de la noticia. Sumado a las arengas ocultas que desde iglesias y palacios hacían contra el invasor la nobleza vieja y la iglesia. Ocasiona que el 24 de mayo se proclame un levantamiento en Zaragoza y el pueblo vaya a exigir al Capitán General de Aragón máxima autoridad de la región, Don Jorge Juan Guillelmi, armar al pueblo contra el invasor. El general  francés Murat, prevenido de estas revueltas, había dispensado entre las capitanías de España información propia y verificada con sello de las causas de la refriega Madrileña. Hace que se mantenga fiel al gobierno central de Madrid.
Esta acción que el pueblo tacha de traición por llevarla a cabo un español todavía encrespa más los ánimos y enfada al populacho zaragozano que no entiende de política. Y lo empiezan a señalar como lacayo, sirviente y lo más peligroso para un español afrancesado. Lo que le supuso una sentencia de motín entre el pueblo. Incapaz de mitigar los ánimos de la población y sin capacidad de maniobra para La paz, el motín a su persona estaba en marcha y el asalto a su domicilio y arresto por enaltecidos y  radicalizados paisanos no tardo días en llegar. Una vez arrestado Guillelmi se necesita para liderar este alzamiento una figura que dignifique esta causa y agrupe bajo su mando a distintos estratos de la sociedad que se amotinan contra los franceses.
Desde el pueblo más bajo y analfabeto, infanzones, nobles, militares rasos y altos mandos hasta eclesiásticos.El pueblo se arma y busca a su autoridad. Sucede la búsqueda en la Alfranca del general Palafox que se encuentra escondido. El recelo del pueblo con la figura lo esculpe y disipa el hábil militar con la creación de la asamblea Provincial, en la que el 28 de mayo llama a todos los ayuntamientos dependientes de la circunscripción  a ocasionar acciones que desestabilicen el poder militar de la zona fiel al nuevo rey. Tomando como ejemplo el éxito Zaragozano.

## Primeras consecuencias alzamiento Zaragozano
Al auxilio de las tropas francesas y de su propio hermano Napoleón no tuvo más remedio ante la escalada de reyertas y escaramuzas del pueblo español que disponer de tropas que desplazar al inminente conflicto y guerra abierta que desde España se le estaba presentando. Las tropas de refuerzo del GeneralLefebvre-Desnouttes finalmente entraron a España por Navarra paso que vieron más acorde en su defensa y menos agresivo climáticamente que el Aragonés por el que todos en España apostaban.
La primera gran batalla que estos refuerzos llevaron en tierras españolas fue en Tudela donde inflingierón una arrolladora y descomunal victoria contra las tropas de regulares, paisanos y militares que intentaron frenar su entrada. fue tal la victoria y desbandada de las tropas españolas que huyeron por los valles a Zaragoza y alrededores que a la postre a este militar le vino mal. Pues su ego y menosprecio al pueblo y militares españoles le resto oficio para el duro sitio que soporto en Zaragoza.
Se conoce que de esta desbanda llegaron hasta Pedrola y después de descansar a Épila 7 soldados que narraron lo ocurrido al alcalde de Épila Don Juan José Camacho. Porque este mando carta a Palafox advirtiendo de los sucedido en el pueblo y que este no tiene armas ni munición para detener un posible ataque.Con el paso del tiempo desde las comandancias de Palafox se ve difícil la contienda y se preparan para un sitio a la ciudad por el inquebrantable y victorioso paso que las tropas francesas hacen por el valle del Ebro. 

### La guerra a las puertas de Épila
Comandadas por Palafox se han sucedido las batallas de Mallén y las de Alagón todas con derrotas españolas. El 19 junio se traslada a Longares y el 21 se traslada a La Almunia de Doña Godina donde se reúne con su hermano  Marqués de lazán. En esta villa se  realiza una reunión de su Estado Mayor de combate, donde algunos de sus militares le aconsejan no luchar en campos de batallas y le recriminan la falta de eficacia de las batallas perdidas con anterioridad. Le hacen ver la falta de profesionalidad de sus tropas frente a las experimentadas tropas francesas, lo mal armados que están y las repercusiones morales que para sus tropas ocasionan esas derrotas. La enérgica y magnánima respuesta a esta reunión por parte del General Palafox le catapulto al olimpo de los héroes, pese a su pésima estrategia y mando militar, pues a los que se quejaban y postulaban la inferioridad española contra los franceses les dio la oportunidad sin castigo ni deshonra de abandonar la contienda sin ninguna represión o acción contra ellos de ningún paisano que lucha por su libertad. El hecho de igualar a todo el conglomerado de alzados como paisanos que buscan la libertad, causó entre el pueblo un sentimiento de hermandad que rompía con los estatutos y conductas de clases que existía hasta entonces. Consiguiendo además  que el plan urgido por Muret de contaminación de la Junta con bulos y mentiras de la existencia de traidores a la causa que trabajaban para los franceses advirtiendo de los pasos que iban a llevar los españoles antes de ejecutarlos.Se zanjara en con esa misma resolución de la Junta extraordinaria de La Almunia.
Pese a todo, esta magnífica red de mentiras, lanzadas por los franceses no quedarían del todo acalladas y crearían dudas al propio plafox de sus subordinados no estarían en verdad favoreciendo al enemigo.
Dentro de esta sospecha de Palafox se enclava la derrota de Épila y su posterior desbandada. La cercanía francesa se refleja en la petición de auxilio del alcalde de Bardallur al propio general el 22 de junio, al negarse a dar provisiones a los franceses y hacerles una emboscada a una avanzadilla por parte de los lugareños.

#### ¿Por qué atacan Épila?
Lefebvre no era ajeno a los movimientos de Palafox pues estaba asediando Zaragoza con la artillería y caballería. Y conocía la necesidad de cortar los suministros y provisiones de los asediados para acortar el tiempo de sitio y la dureza de la contienda. Tenía que eliminar y  hacer frente a los movimientos periféricos y de retaguardia que imposibilitaban el éxito del sitio en la propia ciudad. Ya que por la parte española se  aprovisionan y atacaban en rafajas al ejército francés a cargo  del coronel polaco Chlopicki al mando de un fuerte destacamento polaco de los márgenes.Descubriendo la marcha de Palafox de la ciudad a una junta en La Almunia de doña Godina y la producción ininterrumpida de salitre para pólvora negra de VillaFeliche. En la noche del 23 junio  marchó hacia Épila. 
Localidad que preparó su defensa con una triangulación defensiva de tres puntos basados en puestos adelantados de infantería y caballería en el río Jalón. Las hermanicas de Rueda y el Camino de Zaragoza.Por sorpresa ante la rapidez del desplazamiento de las tropas los francesas. Pillaron por sorpresa a la noche a los guardas del municipio. Que atónitos y sorprendidos pudieron reaccionar y repeler con fusilería y unos cañones este primer asalto. Asalto por otra parte sin orden y desbarajustado que por una orden mal entendida o la sorpresa de encontrarse con fuego de cañón llevó incluso a cabalgar solo contra la artillería al coronel polaco. Este desbarajuste de ataque fue sucedido por un breve descanso que ocasionó la acampada frente a putiños de todos los atacantes que se volvieron a reunir y permitió en la oscuridad de la noche que los vecinos huyeran al santuario de Rodanas que posteriormente fue tomado, saqueado de riquezas y quemado como refleja una placa cerámica con el batallón que lo hizo. 
El propio Palafox  atónito por la fuerza militar Francesa con la que estaban despachando a la defensa de la villa. Con su estilo clásico militar,  huye de la batalla y la villa de Épila por el río Jalón a Salillas, al día siguiente Ricla y se refugiara en Calatayud. Como medida de defensa y muro de contención para la huida de todos los vecinos y Palafox y los suyos. Un valiente militar tomo el cargo de la defensa de la villa con el cargo de coronel y nombre Casaus y todas sus leales tropas veteranas quienes hasta su aniquilamiento aguantaron con fiereza las embestidas de comandos puntuales y tropa francesas.Tomaron  definitivamente la localidad la mañana del 24 junio, pasando a cuchillo a cualquier superviviente, incluso del hospital heridos. 

##### Consecuencias derrota Española en la Villa
Acabada la toma y represalia a la villa para  los franceses supuso el cese total de acciones ofensivas contra las tropas de retaguardia y la dedicación absoluta por parte francesa al asedio de la ciudad de Zaragoza .Motivo de orgullo y cese del aprovisionamiento de salitre de la mayor fábrica de Europa de pólvora negra como eran las Reales Fábricas de Pólvora de Villafeliche que abastecían a los amotinados de toda España y cese de su producción hasta que se pudo sustituir por otro proveedor. Hay que recordar que mientras España disponía de pólvora negra en abundancia gracias a la facilidad de encontrar componentes, tales como el salitre de Épila, en el resto de Europa recogían orines.
Para Palafox sirvió como conciencia definitiva de la superioridad militar francesa ante su conjunto de tropas.Y la incertidumbre y sospecha continua de que parte de sus militares como decían los bulos franceses no entorpecieran espías sus resultados al conocer siempre sus pasos. Pues hay que recordar que fuentes españolas dicen que el número militar en Épila era igual al francés. Y en los informes polacos de guerra para los franceses remarcaron que la defensa de la villa eran superiores a ellos.
La victoria en la batalla de Épila ocasionó por parte de los franceses que sobre el valle del Jalón dispusieran de pequeños destacamentos que promovieran la paz entre los insurgentes y repartir panfletos con las bondades para el pueblo Español del estatus de paz y gobiernos que los franceses querían con la gentes de la zona.Lo refleja el alcalde de la Almunia que manda una carta a Palafox informando de todo esto sorprendido por no hacer represalias entre sus tropas y juicio moral a su conducta tras el desastre de Épila.
Fue tal la victoria y lo que aconteció para la toma de la ciudad de Zaragoza y su posterior victoria sobre los sitiados la toma, pacificación del valle Jalón y retaguardia. Y destrucción o toma de los molinos de salitre de Épila que aparece con honores escrita en el arco de la victoria de París.